# 1729
Évszázadok: 17. század – 18. század – 19. század
Évtizedek: 1670-es évek – 1680-as évek – 1690-es évek – 1700-as évek – 1710-es évek – 1720-as évek – 1730-as évek – 1740-es évek – 1750-es évek – 1760-as évek – 1770-es évek
Évek: 1724 – 1725 – 1726 – 1727 –  1728 – 1729 – 1730 – 1731 – 1732 – 1733 – 1734

## Események
- november 30. – Az országgyűlés kimondja, hogy minden év végével a törvénykezési iratok a vármegyei levéltárakban helyezendők el. Az eredeti iratokat itt megőrzik, azokról másolat készíthető, de az eredetit kiadni senkinek nem szabad.

## Születések
- január 17. – Baranyi László, magyar királyi testőr, később városi tanácsos († 1796)
- január 22. – Gotthold Ephraim Lessing, német drámaíró, kritikus, esztéta, dramaturg († 1781)
- május 2. – II. (Nagy) Katalin, orosz cárnő († 1781)
- augusztus 5. – Augustini, evangélikus lelkész († 1792)
- augusztus 10. – William Howe, a Bath Lovagrend lovagja, a Királyi Államtanács tagja, valamint az angol csapatok főparancsnoka volt az amerikai függetlenségi háború alatt († 1814)
- október 16. – Batthyány Tódor, tanácsos († 1812)
- október 29. – Skerlecz Miklós, politikus, közgazdasági író († 1799)
- november 12. – Louis Antoine de Bougainville, francia admirális és felfedező; az első francia Föld körüli expedíció vezetője († 1811)
- november 24. – Alekszandr Vasziljevics Szuvorov, herceg, orosz cári hadvezér, generalisszimusz († 1800)

## Halálozások
- március 21. – John Law, skót bankár (* 1671)
- augusztus 5. – Thomas Newcomen, kovács, vízvezeték-szerelő, bádogos, valamint baptista laikus prédikátor (* 1664)
- szeptember 1. – Sir Richard Steele, angol író, lapszerkesztő (* 1672)

Bizonytalan dátum
- Forgách Simon, II. Rákóczi Ferenc tábornagya (* 1669)